# Eresia plagiata
Eresia plagiata är en fjärilsart som beskrevs av Johannes Karl Max Röber 1914. Eresia plagiata ingår i släktet Eresia och familjen praktfjärilar. Inga underarter finns listade i Catalogue of Life.